# Omaloplia hericius
Omaloplia hericius är en skalbaggsart som beskrevs av Chobaut 1907. Omaloplia hericius ingår i släktet Omaloplia och familjen Melolonthidae. Inga underarter finns listade i Catalogue of Life.